# Stadio De Braak
Lo Stadio De Braak (in olandese Stadion De Braak) è uno stadio di calcio di Helmond, che è utilizzato soprattutto per le partite dell'Helmond Sport.
Lo stadio ha una capienza di 4.200 spettatori e ha 400 posti riservati ai tifosi ospiti. Lo stadio ha tre stand: i due lati lunghi e un lato corto. D'altra parte vi sono dei palazzi abitati. Gli abitanti di queste case sono spesso sui loro balconi per assistere alla partita.
Nello stadio il 15 gennaio 2008 si giocò la KNVB beker tra SV Deurne - Feyenoord (0-4) e, in questa occasione, lo stadio ebbe il tutto esaurito.